# Zdzisław Wróblewski
Zdzisław Wróblewski (ur. 14 lutego 1919 w Wodnej, zm. 22 lutego 1994 w Warszawie) – polski dziennikarz, poeta z pokolenia Kolumbów, prozaik, więzień obozów koncentracyjnych Mauthausen-Gusen i Auschwitz-Birkenau. Sądeczanin.

## Młodość
Syn Mieczysława Wróblewskiego i Agnieszki z domu Waga, urodzony w miejscowości Wodna. Chodził do szkół w Zawierciu, Ostrowie Wlkp., Poznaniu, a następnie w Nowym Sączu (II Gimnazjum i Liceum im. Bolesława Chrobrego). Należał do ZHP i PPS (od 1936). Miejscem jego debiutu poetyckiego w 1937 roku stało się pismo nowosądeckiej młodzieży gimnazjalnej „Zew Gór”, którego później był redaktorem. W tym samym roku, razem ze szkolnymi kolegami: Henrykiem Einhornem oraz Jerzym Kłosowskim (od 1945 używającym nazwiska Niemojowski), założył grupę literacko-artystyczną Przełęcz. W 1938 roku rozpoczął studia polonistyczne i filozoficzne na Uniwersytecie Jagiellońskim. Przyjaźnił się z Karolem Wojtyłą. Wiersze publikował na łamach „Trybuny Artystów i Poetów” oraz krakowskiego miesięcznika „Nasz Wyraz”.

## Lata wojenne
Jako ochotnik I Pułku PSP wziął udział w kampanii wrześniowej. W okresie okupacji brał czynny udział w działalności konspiracyjnej (członek PPS-WRN oraz Gwardii Ludowej PPS), blisko współpracując z Adamem Rysiewiczem (pseud. Teodor). W czerwcu 1940 został wywieziony na roboty przymusowe do kopalni węgla brunatnego koło Haale a/Saale, skąd po paru tygodniach uciekł do Nowego Sącza. W porozumieniu z organizacją rozpoczął pracę w Zakładach Zbrojeniowych (Starachowice) i kontynuował działalność konspiracyjną.
W marcu 1942 został redaktorem naczelnym krakowskiego podziemnego pisma PPS-WRN „Wolność”. 8 grudnia 1942 został aresztowany przez gestapo. Po jedenastodniowym śledztwie i pobycie w więzieniu na Montelupich, został wywieziony do obozu koncentracyjnego Auschwitz-Birkenau (Oświęcim-Brzezinka), a wiosną 1943 do Mauthausen-Gusen (Austria, k.Linzu). W Gusen był znanym poetą obozowym. Za utwór Liryka, w 1944 otrzymał II nagrodę w konspiracyjnym konkursie literackim. Brał również udział w tajnej działalności kulturalno-oświatowej. Wraz z dwoma przyjaciółmi Stanisławem Walczakiem (pseud. Bim) oraz Wacławem Gazińskim stworzył rodzaj grupy artystycznej Klub Trzech Wagabundów. W maju 1945, gdy obóz został wyzwolony przez Amerykanów, wspólnie z Czesławem Piskorskim redagował i wydawał gazetę „Wolne Gusen”, stworzył również kilkanaście numerów gazetki „Wspólny Front” w Linzu. Razem z Januszem Białostockim i kilkoma więźniami brał udział w powołaniu a następnie pracach Ośrodka Polskiego i Polskiego Komitetu Powrotu do Kraju w Linzu. Po powrocie do Polski w 1945, zamieszkał w  Nowym Sączu, a następnie w Krakowie.

## Wiek męski
W wieku 26 lat, we wrześniu 1945 został sekretarzem propagandy Komitetu Miejskiego PPS, szybko awansował, w grudniu był już przewodniczącym krakowskiej organizacji OMTUR. Razem z Lucjanem Motyką, Ryszardem Obrączką, Rafałem Pragą i Juliuszem Saloni należał do czołowych działaczy tej organizacji. W latach 1945–46 należał do grupy literackiej Zespołu Młodych Inaczej (grupa literacka). Wiersze i artykuły prezentował również na łamach pisma Naprzód. W 1946 objął stanowisko kierownika propagandy Komitetu Centralnego OMTUR w Warszawie. Był również zastępcą, a od 1948 redaktorem naczelnym „Młodzi Idą” – tygodnika organizacji OMTUR. W piśmie ukazywały się jego artykuły, wiersze oraz fragmenty prozy.
W roku 1948 wstąpił do ZMP i został wybrany do Prezydium Zarządu Głównego. W latach 1948–1949 był redaktorem naczelnym tygodnika „Pokolenie” i aż do roku 1953 na jego łamach publikował wiersze i tłumaczenia poezji rosyjskiej. W 1949 został kierownikiem Działu Propagandy i Prasy Zarządu Głównego ZMP. Jego wiersze, artykuły i tłumaczenia ukazywały się w „Nowej Wsi” (1950-1955) oraz w „Sztandarze Młodych” (lata 1950-53).
W 1953 wyjechał do Nowej Huty, aby napisać książkę i scenariusz filmu dokumentalnego o życiu budowniczych kombinatu hutniczego. W październiku 1956 wybrano go na przewodniczącego Komitetu Rewolucyjnego Nowej Huty. Przeniesiony do Warszawy, rozpoczął pracę jako zastępca dyrektora programowego Telewizji Polskiej. Zajmował to stanowisko do 1959, kiedy to został zastępcą redaktora naczelnego „Dookoła świata”. Na jego łamach publikował artykuły i recenzje, aż do 1976, kiedy to pismo zostało zlikwidowane. Następnie objął funkcję redaktora naczelnego pisma szarad i krzyżówek '"Rozrywka'”. W 1979 przeszedł na emeryturę i kontynuował twórczość poetycką tylko na użytek domowy. Zmarł 22 lutego 1994 w Warszawie.
Odznaczony: Krzyżem Kawalerskim (1964), Krzyżem Oficerskim Orderu Odrodzenia Polski (1978), Krzyżem Oświęcimskim (1988).

## Twórczość
- Porachunek osobisty (Wiersze) 1948
- Młodzież naszej ojczyzny – Wiedza Powszechna, Warszawa 1952
- Trudne dni (Opowiadania) – Iskry, Warszawa 1953
- Niespokojne drogi (Powieść) – Iskry, Warszawa 1955
- Miejsce zamieszkania (Scenariusz filmu dokumentalnego o życiu mieszkańców Nowej Huty, tytuł pierwotny „Zagubione uczucia”) – 1956
- Dokąd płyną rzeki (Powieść) – Iskry, Warszawa 1964
- Pora powrotów (Powieść) – Iskry, Warszawa 1965
- Ciemne obłoki (Powieść) – Iskry, Warszawa 1966
- Wiek męski (Powieść) – Iskry, Warszawa 1970 (pozycje 7-9 stanowiły nigdy nienazwany cykl powieści „Przyjaciele”)
- Taka daleka podróż (Powieść) – Książka i Wiedza, Warszawa 1968
- Kamienie krzyczą (Wiersze powstałe w obozie w Gusen w latach 1943-1945) – Wydawnictwo Trzech Wagabundów, Los Angeles 1990

Wiersze publikowano również w:
- Ziemio moja sądecka... Wybór tekstów o Sądecczyźnie, Janina Kwiek-Osiowska, Nowy Sącz 2010
- Wiersze zza drutów Mauthausen-Gusen, Klub Mauthausen-Gusen, Warszawa 1995
- Rocznik Sądecki, 1992
- Ziemio moja sądecka... Antologia poezji i prozy, Janina Kwiek-Osiowska: Zarys dziejów Sądecczyzny. 1991
- Poezja patriotyczna. 1939–1945. Antologia. Kraków: Wydawnictwo Polskiej Poezji Patriotycznej, 1989
- Mauthausen-Gusen, poezja i pieśni więźniów, Stanisław Dobosiewicz, Instytut Wydawniczy „Pax” 1983
- Polskie wiersze obozowe i więzienne 1939–1945 w archiwum Aleksandra Kulisiewicza, Konrad Strzelewicz, KAW, Kraków
- Pieśni obozowe Mauthausen-Gusen „List z obozu”, „Do matki”, Bernard Ładysz, Zbigniew Zapasiewicz[7]